# Domaći magarac
Domaći magarci (lat. Equus (Asinus) asinus), domaće su životinje rasprostranjene cijelim svijetom. Njihov izvorni oblik je afrički magarac, ali kao posebna podvrsta danas nije priznat. Za razliku od afričkog magarca,  azijski magarac, (Equus (Asinus) hemionus), nije nikad domesticiran. 

## Obilježja
Za razliku od domaćih konja, kopita magarca prilagođena su kamenoj, neravnoj podlozi. Daju im siguran oslonac, ali nisu pogodni za brzo trčanje. No, magarci svejedno mogu, u iznimnim slučajevima, postići brzinu do 50 km/h. Magarci vode porijeklo iz suhih područja. Radi toga, kopita teško podnose vlažnu klimu Srednje Europe i sklona su pucanju i stvaranju dubokih pukotina u kopitu gdje može doći do truljenja. Dobra i redovna kontrola kopita je zbog toga od životne važnosti za magarce. Boja krzna im je siva ili smeđa do crne, ponekad crvenkasta. Pored toga, magarci mogu biti i šareni. Potpuno bijeli magarci su vrlo rijetki (otok Asinara pored Sicilije, austrougarski albino ili barokni magarac). Noge su im ponekad zebrasto prugaste, a trbuh bijel, kao i područja oko očiju i gubice. Većina magaraca imaju uspravne grive i rep koji završava velikom kićankom. Uške su im puno veće nego kod konja. 
Ovisno o rasi, visina u ramenima im je između 90 i 160 cm, a spolno zreli su u dobi od 2 do 2,5 godine. Parenje je moguće tijekom cijele godine, no u pravilu se odvija u proljeće. Nakon gestacije od 12 do 14 mjeseci, dolazi na svijet obično jedan mladunac, no ponekad se kote bliznaci. Sišu oko 6 do 9 mjeseci. Magarci su u pravilu dugovječniji od konja i mogu biti i stariji od 40 godina.

## Posebnosti
Pored vanjskih razlika između domaćih magaraca i konja, razlikuju se i osobinama koje na prvi pogled nisu vidljive.  U lumbalnom dijelu kralješnice imaju 5 a ne 6 kralješaka kao konji. Magarci imaju 31 par kromosoma, konji ih imaju 32. Tjelesna temperatura magaraca je nešto niža, prosječno je 37°C, a kod konja je između 37,5 do 38,2°C. Vrijeme gestacije je kod magaraca duže nego kod konja i u prosjeku traje 365 do 370 dana, dok je to kod konja 330 dana.

## Divlji magarci i podivljali domaći magarci
Kao i kod konja, i kod magaraca treba razlikovati divlje magarce od podivljalih domaćih magaraca. Ranije je afrički magarac u više podvrsta nastanjivao područja od Sjeverne Afrike sve do Prednje Azije, danas živi još samo nekoliko stotina jedinki na sjeveroistoku Afrike (Etiopija, Eritreja, Somalija i Sudan).
Podivljali magarci žive u mnogim područjima svijeta. Žive i u područjima koja nastanjuju i pravi divlji magarci koje se smatra kritično ugroženim. To daje razloga za brigu da će se ove skupine pomiješati, i uništiti genetsku čistoću divljih magaraca. U unutrašnjosti Australije živi oko milijun i pol podivljanih domaćih magaraca, na jugozapadu SADa ih je oko 6.000 koji se tu nazivaju burros (španjolski magarac). Kao povijesni simbol, tamo su zaštićeni, no to rješenje je sporno, jer se vjeruje da zaštita magaraca dovodi do smanjivanja broja američkih muflona zbog međusobne konkurencije hrane i vode. Jedna od rijetkih populacija podivljanih magaraca u Europi živi na sjeveru Cipra. Obojeni su tamnosmeđe do crno, i često imaju zebrasto prugaste noge. Značajno su veći od drugih tek nedugo podivljalih magaraca.

## Domesticiranje
Novija DNK istraživanja potvrđuju ranije teorije o filogenezi magaraca, da svi današnji domaći magarci potječu od afričkog magarca. Magarac je domesticiran puno prije konja i bio je prva životinja koju je čovjek imao za nošenje tereta. Već 4000 godina pr. Kr. u dolini Nila u Egiptu je nubijski divlji magarac bio odomaćen. Ubrzo nakon toga, uslijedilo je odomaćivanje magarca i u Mezopotamiji. Već u vrijeme klasičnog starog vijeka magarci stižu u Europu. Etruščani su imali domaćeg magarca, koji je do njih stigao, vjerojatno, iz Male Azije. U Grčku je stigao oko 1000 godina pr. Kr.
Magarce se u početku koristilo kao jahaću i teretnu životinju. Kasnije ih zamjenjuju konji koji su brži i snažniji. Nakon toga, magarci se gotovo gube iz predaje starih kultura. Njegovo kasnije korištenje prije svega za prijenos tereta rezultat je njegove veće izdržljivosti. Magarac može izdržati bez vode i hrane puno duže nego konj. Sjeverno od Alpi domaći magarac se pojavljuje tek u rimsko vrijeme.
Pored navedenog, ljudi su domaće magarce koristili i za prehranu, korišteno je i mlijeko magarica, a korištena je i njihova koža. U srednjem vijeku smatralo se, da je koža magaraca naročito dobra za dobivanje pergamenta.

## Simbolično i mitološko značenje
U basnama i bajkama magarac je tvrdoglava, često i glupa životinja. Tu je porijeklo i danas korištene riječi "magarac" u pogrdnom smislu. U alegoriji o Buridanovom magarcu magarac ugiba od gladi, jer se ispred dva jednako dobra stoga sijena ne može odlučiti, iz kojeg bi jeo. 
U područjima Sjeverne Afrike i Mezopotamije magarci, i divlji i odomaćeni, bili su štovani kao božanstva.   

## Sinonimi
- Asinus vulgaris Gray, 1824
- Equus africanus asinus Linnaeus, 1758
- Equus asinus asinus Linnaeus, 1758
- Equus asinus palaestinae Ducos, 1968

## Galerija slika
- Mladunče magarca spava
- Domaći magarac na otvorenom
- Poitouov magarac
- Podivljali domaći magarac u Južnoj Dakoti (SAD)
- Barokni magarac u Schönbrunnskom zoološkom vrtu
- Znatiželjni magarac
- Magarac na otoku Hydri
- Majka s mladuncem
- Istarska pasmina magarca
- Sjevernojadranska pasmina magarca

## Drugi projekti
|  | Zajednički poslužitelj ima još gradiva o temi Domaći magarac          |
|  | Zajednički poslužitelj ima još gradiva o temi Hrvatski domaći magarci |
|  | Wikivrste imaju podatke o taksonu Domaćem magarcu                     |
|  | Wječnik ima rječničku natuknicu magarac                               |